# Brigetta Barrett
Brigetta Barrett, ameriška atletinja, * 24. december 1990, Westchester, New York, ZDA.
Nastopila je na poletnih olimpijskih igrah leta 2012, kjer je osvojila naslov olimpijske podprvakinje v skoku v višino. Na svetovnih prvenstvih je prav tako osvojila srebrno medaljo leta 2013. 